# Acrocirrus uchidai
Acrocirrus uchidai är en ringmaskart som beskrevs av Toru Okuda 1934. Acrocirrus uchidai ingår i släktet Acrocirrus och familjen Acrocirridae. Inga underarter finns listade i Catalogue of Life.